# Utiel
Utiel è un comune spagnolo di 12 449 abitanti situato nella comunità autonoma Valenciana.